# Свен Андерссон (футболіст, 1963)
Свен А́ндерссон (швед. Sven Andersson (1963); нар. 6 жовтня 1963, Стремстад) — шведський футболіст, що грав на позиції воротаря. По завершенні ігрової кар'єри — футбольний тренер. Наразі входить до тренерського штабу клубу «Гельсінгборг».
Як гравець насамперед відомий виступами за клуби «Ергрюте» та «Гельсінгборг», а також національну збірну Швеції.

## Клубна кар'єра
У дорослому футболі дебютував 1979 року виступами за команду клубу «Стремстад», в якій провів один сезон, взявши участь лише у 1 матчі чемпіонату.
Згодом привернув увагу представників тренерського штабу клубу «Ергрюте», до складу якого приєднався 1980 року. Відіграв за команду з Гетеборга наступні одинадцять сезонів своєї ігрової кар'єри. Більшість часу, проведеного у складі «Ергрюте», був основним голкіпером команди.
Протягом 1992 року знову захищав кольори команди клубу «Стремстад».
У 1993 році перейшов до клубу «Гельсінгборг», за який відіграв 8 сезонів. Граючи у складі «Гельсінгборга», також здебільшого виходив на поле в основному складі команди. Завершив професійну кар'єру футболіста виступами за команду «Гельсінгборг» у 2001 році.

## Виступи за збірну
У 1990 році дебютував в офіційних матчах у складі національної збірної Швеції, у складі якої зіграв лише 1 матч.
У складі збірної був учасником чемпіонату світу 1990 року в Італії.

## Кар'єра тренера
Розпочав тренерську кар'єру, повернувшись до футболу після невеликої перерви, 2006 року, увійшовши до тренерського штабу клубу «Гельсінгборг». Наразі досвід тренерської роботи обмежується цим клубом, в якому Свен Андерссон працює і досі.